# L’Osservatore della Domenica
L’Osservatore della Domenica (italienisch für „Der Beobachter am Sonntag“) ist der Name einer im Vatikan 1934 begründeten illustrierten Wochenzeitschrift.

## Geschichte
Unter dem Namen L’Osservatore Romano della Domenica erschien die Zeitschrift erstmals am 6. Mai 1934. Die Gründung war eine Initiative des L’Osservatore Romano-Chefs Mario Baldelli.
1951 erhielt die Zeitschrift ihren heutigen Namen L’Osservatore della Domenica. Seit 1979 erscheint sie nicht mehr eigenständig, sondern als kleinformatige Beilage der Sonnabendausgabe des Osservatore Romano. Herausgeber ist der Heilige Stuhl, aktueller Chefredakteur Giovanni Maria Vian.